# Formule 5+2

Carte de localisation de la Moldavie (vert) et de la Transnistrie (orange), les principales parties du conflit en Transnistrie.

Le formule 5+2, également connu sous le nom de pourparlers 5+2, négociations 5+2 et le processus 5+2, est une plate-forme de négociation diplomatique visant à trouver une solution au conflit de Transnistrie entre Moldavie et l'Etat non reconnu de Transnistrie. Il est composé de ces deux derniers, désignés comme « parties au conflit », et de la Russie, de l'Ukraine et de l'Organisation pour la sécurité et la coopération en Europe (OSCE), « médiateurs » des négociations. L'Union européenne (UE) et les États-Unis agissent en tant qu'« observateurs »,. L'inclusion de la Roumanie dans les pourparlers 5+2 a été proposée.
Les pourparlers 5+2 débutent en 2005, mais en raison de l'avis envoyé par l'Ukraine à la mission d'assistance aux frontières de l'Union européenne en Moldavie et en Ukraine (EUBAM) concernant la grande quantité de contrebande transnistrienne sur le territoire ukrainien, la Transnistrie et la Russie suspendent les négociations officielles en 2006, et celles-ci ne reprendront finalement qu'en 2012. En 2022, la formule 5+2 est de nouveau gelé en raison de l'invasion russe de l'Ukraine, la Russie et l'Ukraine étant membres à part entière des négociations.